# Hendrik Wiegersma
Hendrikus Josephus Maria (Hendrik) Wiegersma (Lith, 7 oktober 1891 – Deurne, 5 april 1969) was een Nederlands arts, tekenaar, boekbandontwerper, kunstschilder en schrijver die actief was in de Nederlandse gemeente Deurne. Zijn bijnaam was De Wieger.

## Achtergrond en familie

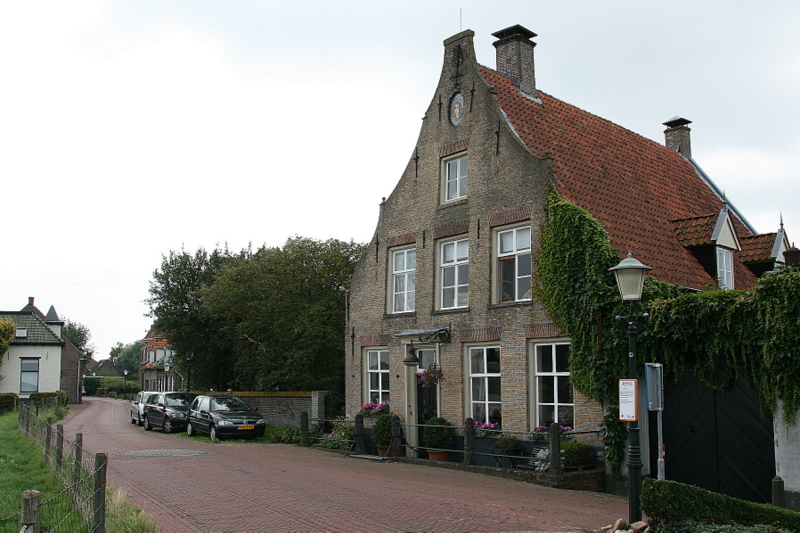
Het geboortehuis aan de Lithsedijk te Lith

Wiegersma werd geboren als zoon van de huisarts Jakob Wiegersma (1863–1931), en Elisabeth Blancke (1864–1908). Aan de Lithsedijk te Lith staat het zeventiende-eeuwse huis waar hij werd geboren. Na zijn studie tot arts trouwde hij in 1917 te Nijmegen met Petronella Daniëls. In hetzelfde jaar vestigde hij zich als huisarts in Deurne. In 1922 liet hij landhuis De Wieger bouwen, onder architectuur van Cor Roffelsen. Het huis werd gebouwd aan de Oude Liesselseweg aan de rand van het oude akkercomplex 'de Wolfsberg'.
Het echtpaar Wiegersma kreeg vijf zonen: Jaap, Pieter, Wieger, Friso en Sjoerd. Toen hij in 1969 stierf werd hij begraven op de particuliere begraafplaats op 't Ven in Vlierden, bij zijn vrouw Petronella, zoon Wieger en kleinzoon Wieger.  Hij had deze begraafplaats in 1942 laten aanleggen, waarna de graven van zijn zoon Wieger (verongelukt in 1941) en moeder (overleden te Lith in 1908) er naar toe werden overgebracht. 
Zowel het woonhuis van Wiegersma als de begraafplaats staan op de rijksmonumentenlijst. In het voormalige woonhuis-praktijk-atelier is Museum De Wieger gevestigd. De straat achter het museum, aangelegd in de voormalige tuin, draagt de naam Wiegershof.

## Zijn carrière
Na een kennismaking begin jaren twintig met Moissey Kogan, Ossip Zadkine en Otto van Rees (de laatste bewoonde destijds het Klein Kasteel te Deurne) begonnen de artistieke talenten van Wiegersma te ontluiken. Tegenwoordig wordt hij beschouwd als de grootste kunstenaar die Deurne rijk is geweest, en een van de belangrijkste van Peelland. Naast zijn bezigheden als kunstenaar bereikte hij veel als arts. Zo daalde de kindersterfte in Deurne sterk.
In 1928 kreeg hij al een eerste grote tentoonstelling in het Stedelijk Museum te Amsterdam. De Wieger in Deurne wordt de plek waar kunstenaars elkaar ontmoeten. Otto van Rees, maar ook Ossip Zadkine, Joep Nicolas, Piet Wiegman, Matthieu Wiegman, Henri Jonas, Constant Permeke, Jozef Cantré en Toon Kelder komen daar regelmatig langs. Door zijn connectie met Otto van Rees raakte Wiegersma ook betrokken bij de vormgeving van het tijdschrift De Gemeenschap waarvoor hij tien omslagen zou maken. Daarnaast ontwierp hij banden voor boeken van onder meer Hubert Janssen en Antoon Coolen.
In 1930 brak Wiegersma met Joep Nicolas wegens een vermeende affaire die Nicolas met zijn vrouw gehad zou hebben.
Wiegersma zou evolueren als een van de belangrijkste kunstenaars van het Nederlands expressionisme.
Zijn werk vormt de vaste collectie van Museum de Wieger te Deurne.

## Inspiratiebron voor anderen
Wiegersma staat bekend om zijn bijzondere manier van omgaan met mensen. Iedereen was voor hem gelijk, keuterboertje of de notaris. Tegen de kerk ontwikkelde hij een weerzin in de loop van zijn leven; de pastoor stond boven aan de lijst met mensen die hij niet wenste te behandelen.
Hendriks vader Jacob Wiegersma stond model voor de dorpsdokter in de roman Dorp aan de rivier (1934) van Antoon Coolen en Hendrik zelf voor de dokter in Toon Kortooms' Help! De dokter verzuipt... (1968). Het boek Dorp aan de rivier is in 1958 verfilmd door Fons Rademakers. Ook Help! De dokter verzuipt... is verfilmd, in 1974.

## Wetenswaardigheden
- Zijn vriend en collega-schrijver Antoon Coolen noemde zijn vierde zoon Peter Hendricus naar Hendrik Wiegersma en zijn vrouw Petronella.
- De latere industrieel Hub van Doorne was enige tijd zijn chauffeur.
- In januari 2008 werd een onbekende kluis aangetroffen bij het wegbreken van een muur in De Wieger. De kluis, die na twee dagen geopend kon worden, bleek met name papieren en persoonlijke spullen van de verongelukte zoon Wieger te bevatten.[1]
- Wiegersma verzamelde breischeien en schreef er in 1925 een boekje over, De Breischei als voorwerp van volkskunst.[2][3]

## Over Hendrik Wiegersma
- Theo Hoogbergen & Ton Thelen (red.), Hendrik Wiegersma 1891-1969; medicus-pictor. Tilburg/Amsterdam: Stichting Zuidelijk Historisch Contact/Uitgeverij Boom, 1997.
- Albert C.A. Plasschaert, De schilder H. Wiegersma. Zeist: De Torenkrans, 1933.